# S.S.C. Bari

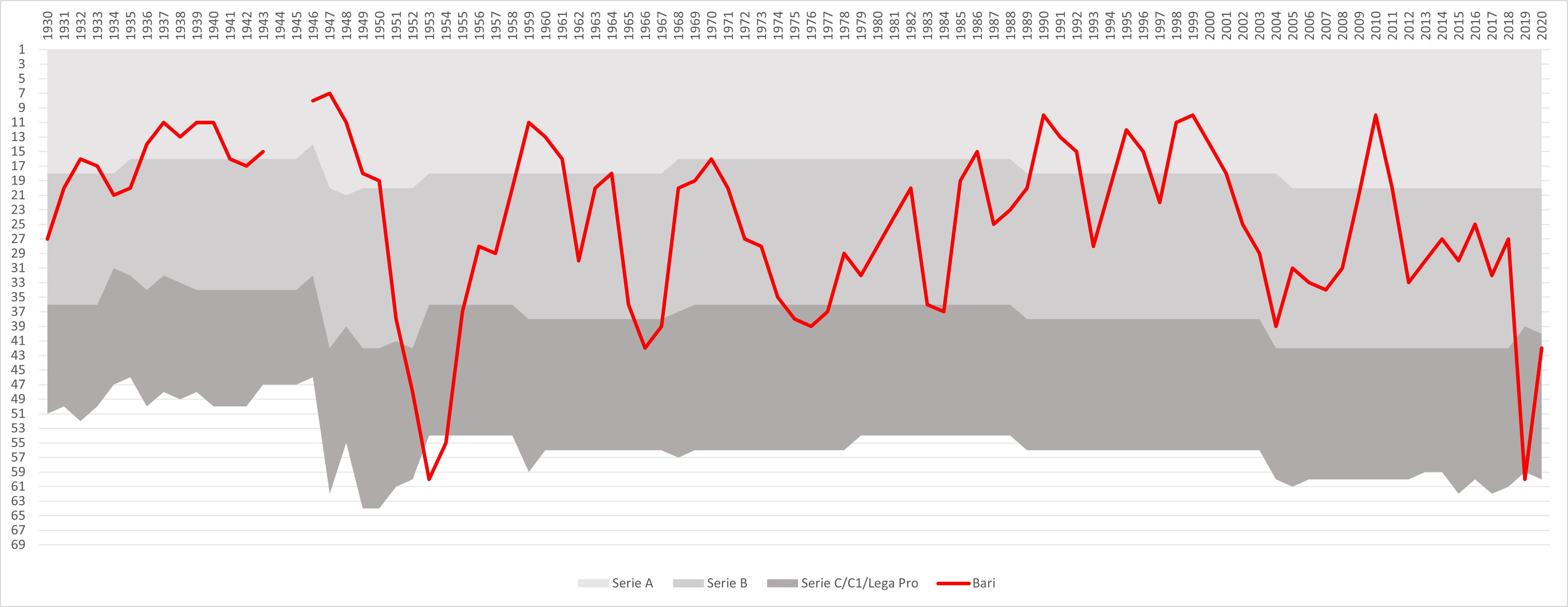
Quá trình thi đấu của Bari trong cấu trúc giải đấu bóng đá Ý kể từ mùa giải đầu tiên của một Serie A thống nhất (1929/30).

Società Sportiva Calcio Bari, thường được gọi là Bari, là một câu lạc bộ bóng đá Ý được thành lập vào năm 1908 và có trụ sở tại Bari, Apulia. Câu lạc bộ đã trải qua nhiều mùa bóng lên xuống giữa hai bộ phận hàng đầu của bóng đá Ý, Serie A và Serie B. Câu lạc bộ trước đây được biết đến với cái tên AS Bari hoặc FC Bari 1908 cũng như các tên khác, do được thành lập lại.

## Lịch sử

### Tóm tắt lịch sử
Trong năm 1927, câu lạc bộ bóng đá ban đầu đại diện cho thành phố đã được sáp nhập với một đội có tên Liberty Bari, một năm sau đó, câu lạc bộ mới cũng được sáp nhập, lần này là US Ideale; do đó ngày thành lập đôi khi được đưa ra là vào năm 1928.
Theo thống kê, Bari là câu lạc bộ thành công nhất từ khu vực Apulia, xét về các kỷ lục mọi thời đại của Serie A. Họ là một trong những đội ưu tú trong bóng đá miền Nam Ý và được xếp hạng 17 trong các kỷ lục Serie A mọi thời đại trên tất cả nước Ý. Đáng chú ý là họ đã giành được Cup Mitropa vào năm 1990. Bari cũng giữ kỷ lục chuyển nhượng bóng đá Anh, khi trả 5.500.000 bảng cho David Platt vào năm 1991. Đó là khoản phí đắt nhất mà một câu lạc bộ nước ngoài phải trả cho một cầu thủ người Anh trong bốn năm.
Một trong những thành tích đáng chú ý nhất trong lịch sử của câu lạc bộ là ở mùa giải 1996, khi tiền đạo của họ, Igor Protti trở thành cầu thủ ghi bàn hàng đầu tại Serie A với 24 bàn thắng. Câu lạc bộ được biết đến trong thế giới bóng đá rộng lớn hơn vì đã sản sinh ra Antonio Cassano, người sinh ra ở Bari, anh tỏa sáng tại câu lạc bộ khi còn trẻ.

### Thành lập
Foot-Ball Club Bari được thành lập tại thành phố vào ngày 15 tháng 1 năm 1908. Giống như phần lớn các câu lạc bộ bóng đá Ý đầu tiên, người nước ngoài đã tham gia vào quá trình thành lập của câu lạc bộ. Trong số những người sáng lập chính là Floriano Ludwig người Đức, Gustavo Kuhn người Thụy Sĩ và một thương nhân bản địa của thành phố tên là Giovanni Tiberini.
Những cầu thủ đầu tiên bao gồm nhiều người Ý, bao gồm cả bản gốc F.B.C Bari; người sáng lập Ludwig, cùng với Barther (Anh), Bach (Thụy Sĩ), Attoma, Roth (Thụy Sĩ), Labourdette (Tây Ban Nha), Jovinet (Pháp), Giordano, Gazagne (Pháp), Randi và Ziegler. Ban đầu câu lạc bộ mặc áo đỏ với quần soóc trắng, từ sớm họ đã thi đấu với các thủy thủ người Anh tại sân San Lorenzo ở khu vực San Pasquale của thành phố Bari.
Mặc dù câu lạc bộ được thành lập từ rất sớm, nhưng các câu lạc bộ từ Mezzogiorno không được thể hiện tốt trong các giải vô địch bóng đá Ý đầu tiên và do đó, Bari đã không tham gia vào các mùa giải. Trên thực tế, chỉ có Campania là một khu vực có giải đấu dành cho khu vực đó trước Thế chiến thứ nhất. Chiến tranh chứng kiến câu lạc bộ ban đầu trở nên không còn tồn tại, trước khi được tổ chức lại dưới cùng tên.
Đến lúc này các câu lạc bộ khác trong thành phố cũng đã bắt đầu tham gia, bao gồm; Câu lạc bộ Foot-Ball Liberty ban đầu mặc sọc xanh và trắng, họ được thành lập như một câu lạc bộ bất đồng chính kiến ban đầu tách ra khỏi Bari vào năm 1909  và đối thủ của họ Unione Sportiva Ideale mặc sọc xanh và đen. Trên thực tế, chính F.B.C Liberty mới là đội bóng đầu tiên từ Tỉnh Bari tham dự Giải vô địch bóng đá Ý, đó là trong mùa giải 1921-22 CCI, khi các câu lạc bộ chính ở nước thuộc FIGC.
Mùa giải tiếp theo Ideale trở thành đội đầu tiên từ Bari tiến vào vòng bán kết miền Nam nước Ý, nhưng đã thua trước Lazio. Cả ba câu lạc bộ lần đầu tiên tham dự giải vô địch lần đầu tiên vào năm 1924, tuy nhiên F.B.C Bari đã bị xuống hạng, mặt khác, Liberty đã lọt vào bán kết miền Nam trước khi thua trận trước Alba Roma.

### Unione Sportiva
Một loạt các vụ sáp nhập câu lạc bộ đã diễn ra trong thành phố trong suốt hai năm, điều này sẽ tạo ra một câu lạc bộ thống nhất để đại diện cho Bari. Vụ sáp nhập đầu tiên diễn ra giữa FBC Bari và FBC Liberty, họ đã chọn giữ tên Bari và lần đầu tiên sử dụng nó vào ngày 6 tháng 2 năm 1927 trong trận đấu với Audace Taranto.
Toàn bộ bóng đá Ý đã thay đổi trong thời kỳ này và bắt đầu trở nên có tổ chức hơn, các vụ sáp nhập tương tự đã diễn ra tại Naples, Florence và Rome cùng một lúc. Phần thứ hai của việc sáp nhập Bari đã được thi đấu vào ngày 27 tháng 2 năm 1928 khi FBC Bari sáp nhập với Ideale của Hoa Kỳ để tạo ra Unione Sportiva Bari. Những chiếc áo US Bari nguyên bản kết hợp các sọc của Ideale, với màu đỏ và trắng của FBC Bari.
Sau giải vô địch Ý năm 1928-29, hệ thống giải đấu được tổ chức lại và Bari được chỉ định thi đấu tại Serie B. Một trong những cầu thủ của họ đã được gọi vào đội tuyển bóng đá quốc gia Ý lần đầu tiên, Raffaele Costantino, điều này đã biến Bari trở thành câu lạc bộ Serie B đầu tiên đóng góp một cầu thủ và một cầu thủ ghi bàn cho đội tuyển quốc gia.

### Giữa Serie A và Serie B
Những năm 1930 và 1940 là thời kỳ hoàng kim của Bari, dành phần lớn thời gian ở Serie A với kết thúc vị trí thứ bảy vào năm 1947 là thành tích tốt nhất mà họ đạt được.
Trong những năm 1950, Bari đã đi vào một sự suy giảm mạnh mẽ và một sự hồi sinh nhanh chóng không kém vào cuối thập kỷ này để dành ba năm nữa ở Serie A (1958-61). Các ngôi sao của đội trong giai đoạn này bao gồm Biagio Catalano và Raúl Conti. Câu lạc bộ đã trở lại Serie A hai lần nữa trong giai đoạn này (1963-64 và 1969-70) và sau đó có một phong độ thất vọn với chỉ 11 bàn thắng được ghi trong cả mùa, thấp nhất trong số các câu lạc bộ hàng đầu. Năm 1974, Bari xuống Serie C, kết thúc mùa giải đó với chỉ 12 bàn thắng được ghi và 26 trận thủng lưới sau 38 trận.
Vào cuối những năm 1970, Bari đã trở lại Serie B, suýt thăng hạng vào năm 1982. Họ đã thăng hạng lên Serie A vào năm 1985 và có được các cầu thủ người Anh Gordon Cowans và Paul Rideout, nhưng họ không thể ngăn cản sự trở lại ngay lập tức về Serie B. Sự trở lại Serie A vào năm 1989 với các ngôi sao bao gồm hậu vệ tầm cỡ Giovanni Loseto, tiền vệ Pietro Maiellaro và tiền đạo người Brazil João Paulo đã chứng kiến một vị trí thứ 10 vào năm 1990, mùa giải cuối cùng của họ tại Della Vittoria. Mùa giải tiếp theo chứng kiến Bari chuyển đến sân vận động San Nicola, được xây dựng cho World Cup 1990, nhưng đến năm 1992, mặc dù đã ký hợp đồng với David Platt, họ sẽ bị xuống hạng một lần nữa. 

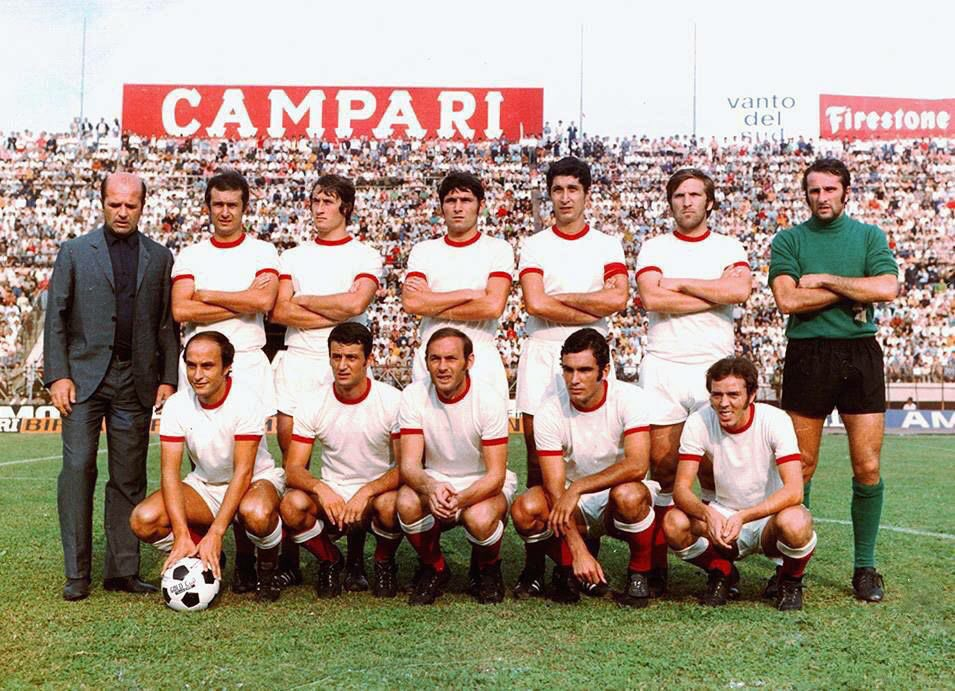
1970 Từ 71 AS Bari

Sự thăng hạng vào năm 1994 đã chứng kiến một hai năm ở Serie A với Igor Protti là một cầu thủ ghi bàn thường xuyên, và một lần thăng hạng khác vào năm 1997 đã chứng kiến sự xuất hiện của những cầu thủ trẻ đầy triển vọng như Nicola Ventola, Gianluca Zambrotta, Antonio Cassano và Diego De Ascentis. Lần này, họ đã xoay xở được bốn năm ở Serie A dưới sự dẫn dắt của Eugenio Fascetti, mặc dù mối quan hệ không thoải mái của ông với nhiều bộ phận hỗ trợ của câu lạc bộ. Câu lạc bộ kể từ đó có nhiều mùa thi đấu không để lại ấn tượng ở Serie B. Tuy nhiên, khi đã ở gần đầu bảng Serie B trong phần lớn mùa giải 2008-09, họ đã thăng hạng lên Serie A vào ngày 8 tháng 5 năm 2009, dưới sự dẫn dắt của Antonio Conte.
Vào tháng 11 năm 2009, một giá thầu tiếp quản đã bị từ chối. Một công ty có trụ sở tại Texas, JMJ Holdings cũng đã có ý định tiếp quản vào tháng 8 năm 2009.
Với Leonardo Bonucci và Andrea Ranocchia ở vị trí trung vệ và Barreto là tiền đạo, Bari đã thể hiện tốt trong nửa đầu mùa giải. Cuối cùng, Bari đã hoàn thành ở vị trí thứ 10. Tuy nhiên, Bari đã mất 19 triệu euro trong năm tài chính 2009, điều đó có nghĩa là Bari im lặng trong cửa sổ mùa hè 2010 (chỉ có Almirón và Ghezzal là những bản hợp đồng quan trọng mới cộng với việc mua Barreto sau khi hết hạn cho vay giữa mùa giải) và trong kỳ chuyển nhượng tháng 1 năm 2011, họ đã không tìm được người thay thế Bonucci và Ranocchia. Công ty đã phục hồi từ vốn chủ sở hữu âm do thu nhập TV tăng cũng như việc bán Bonucci (lợi nhuận 6,45 triệu euro). Bari có vốn chủ sở hữu dương là € 870,653 vào ngày 31 tháng 12 năm 2010 và thu nhập ròng là 14 triệu trong năm tài chính 2010, do thu nhập bất thường từ việc bán thương hiệu.
Bari đã được chuyển xuống Serie B sau khi mùa giải 2010-11 kết thúc kém 17 điểm so với vị trí thứ 17 của Lecce. Trong mùa giải, HLV Giampiero Ventura đã được thay thế bởi Bortolo Mutti trong một nỗ lực thất bại để cứu câu lạc bộ khỏi sự xuống hạng. Vào ngày 4 tháng 3 năm 2011, Bari đã chơi trận thứ 1.000 tại Serie A.

### Sự kết thúc của triều đại Matarrese
Vào ngày 13 tháng 6 năm 2011, Chủ tịch Vincenzo Matarrese và phần còn lại của ban giám đốc đã từ chức sau 28 năm kiểm soát câu lạc bộ. Vincenzo Torrente được đưa vào để quản lý đội bóng vào mùa hè năm 2011 và phần lớn đội hình chơi đã bị loại bỏ do những khó khăn tài chính tại câu lạc bộ và được thay thế bởi các cầu thủ trẻ. Mặc dù bị trừ sáu và bảy điểm phạt trong hai mùa giải tiếp theo, nhưng dưới thời Torrente đã có thể đạt được thành tích ở giữa bảng Serie B, tuy nhiên, một cách khó tin phong độ vẫn tiếp tục giảm. Vào mùa hè năm 2013, Torrente đã từ chức và được thay thế bởi Carmine Gautieri, người cũng đã từ chức sau hai tuần. Công việc sau đó được giao cho Roberto Alberti Mazzaferro.
Tình hình tài chính của câu lạc bộ tiếp tục suy giảm và gia đình Mattarese đã giảm số tiền họ đưa vào câu lạc bộ. Khoản nợ của câu lạc bộ đạt 30 triệu euro vào tháng 2 năm 2014. Câu lạc bộ đã bị tuyên bố phá sản vào ngày 10 tháng 3 năm 2014. Phiên đấu giá phá sản đầu tiên, vào ngày 18 tháng 4 năm 2014, đã bị tuyên bố bỏ hoang do thiếu một giá thầu đáp ứng tất cả các tiêu chí. Phiên đấu giá thứ hai, vào ngày 12 tháng 5 năm 2014, cũng không tìm được người trả giá thành công. Câu lạc bộ có nguy cơ thực sự biến mất.

### FC Bari 1908

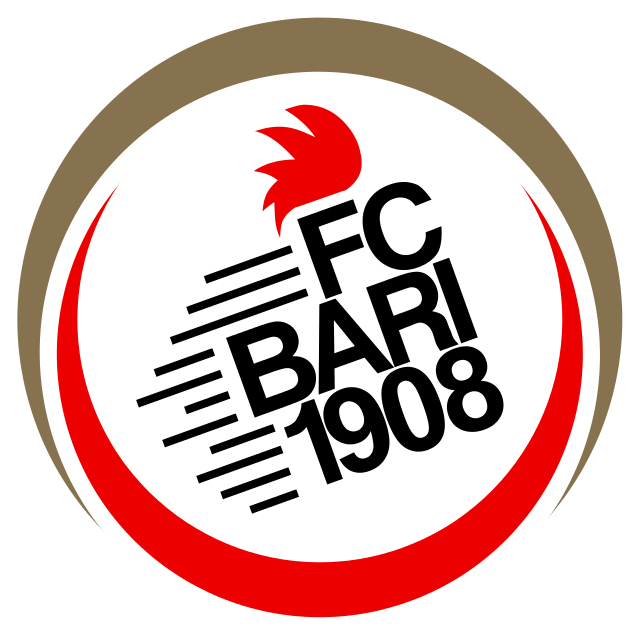
Logo cũ của FC Bari 1908

Phiên đấu giá phá sản lần thứ ba được tổ chức vào ngày 20 tháng 5 năm 2014 với giá chào bán cho câu lạc bộ chỉ 2 triệu euro.    Một tập đoàn FC Bari 1908 Sp A. được dẫn dắt bởi cựu trọng tài Serie A Gianluca Paparesta mua thành công tài sản của câu lạc bộ và danh hiệu thể thao. Một phong độ mạnh mẽ về hình thức vào cuối mùa giải, nơi câu lạc bộ chỉ thua hai trong số 15 trận đấu cuối cùng của Serie B, có nghĩa là Bari đủ điều kiện cho trận play-off 2013-14 Serie B. Bari gặp Crotone trong trận tứ kết và giành chiến thắng 3-0, và đụng độ với Latina, đội đã hoàn thành ở vị trí thứ 3. Trận đấu đầu tiên của trận bán kết là một cuộc bán đấu giá với hơn 50.000 người tham dự trận đấu, một thành tích đáng kinh ngạc khi câu lạc bộ ghi nhận số người tham dự ít hơn 1.000 chỉ vài tháng trước đó. Bari đã bị loại vì hai trận hòa (2-2 và 2-2).
Vào năm 2014-15 đã kết thúc mùa giải ở vị trí thứ 10. Vào năm 2015-16 giành được vị trí thứ 5 trong giải đấu và sau đó thi đấu 2 trận đấu play-off với Novara nhưng đã thua 4-5 sau hiệp phụ tại Stadio San Nicola.
Vào tháng 12 năm 2015, Cosmo Giancaspro đã mua 5% cổ phần của Bari  của câu lạc bộ. Vào tháng 4 năm 2016, Noordin Ahmad đã ký một thỏa thuận sơ bộ để mua 50% cổ phần của câu lạc bộ  nhưng thỏa thuận đã sụp đổ; Vào tháng 6 năm 2016 Cosmo Giancaspro trở thành giám đốc duy nhất (tiếng Ý: Amministratore Unico) của câu lạc bộ, sau khi toàn bộ vốn cổ phần được mua lại bởi một công ty Ý Kreare Imeaway Srl. Theo La Repubblica, Kreare Imeaway thuộc sở hữu của Giancaspro, nhưng cả Giancaspro và công ty của ông đều tham gia vào một cuộc điều tra rửa tiền.

### Một khởi đầu mới từ Serie D: SSC Bari
Vào ngày 16 tháng 7 năm 2018, Bari đã bị loại trừ bởi Co.Vi.Soc. từ việc tham gia 2018-19 Serie B vì lý do tài chính. Các cổ đông cũng đã cố gắng tái cấp vốn cho câu lạc bộ  và kháng cáo việc loại trừ Collegio di Garanzia của Ủy ban Olympic quốc gia Ý (CONI), tuy nhiên, nó đã bị từ chối.
Nhờ vào Điều 52 của NOIF, đã có báo cáo rằng Aurelio De Laurentiis, chủ sở hữu câu lạc bộ bóng đá Napoli và công ty điện ảnh Filmauro, đã giành được quyền thành lập một câu lạc bộ thay thế của Bari và bắt đầu lại vào năm 2018-19 Serie D.  Ông cũng tái lập Napoli hiện tại vào năm 2004. Câu lạc bộ mới sẽ được đặt tên là SSC Bari, với De Laurentiis nói rõ ý định đưa nó trở lại Serie A nhanh nhất có thể. Câu lạc bộ sau đó đã được chỉ định vào Nhóm I năm 2018-19 Serie D, theo truyền thống được dành cho các đội từ Sicily và Calabria.
Vào ngày 23 tháng 8 năm 2018, như một phần của cuộc họp báo, Aurelio De Laurentiis đã công bố con trai cả của mình, nhà sản xuất phim Luigi De Laurentiis Jr., với tư cách là chủ tịch mới của Bari.

## Nhà tài trợ
| Giai đoạn | Nhà sản xuất bộ | Nhà tài trợ áo         |
| --------- | --------------- | ---------------------- |
| 1978–1979 | Puma            | không ai               |
| 1980–1981 | Pouchain        | không ai               |
| 1981–1984 | Adidas          | MAN SE                 |
| 1984–1987 | Adidas          | Cassa di Puglia        |
| 1987–1990 | Adidas          | Cho thuê Sud           |
| 1990–1992 | Adidas          | Bao thanh toán Sud     |
| 1992–1995 | Adidas          | Wuber                  |
| 1995–1997 | Adidas          | CEPU                   |
| 1997–1998 | Lotto           | Vận tải Gio. Bi        |
| 1998–2003 | Lotto           | ĐIỆN THOẠI +           |
| 2003–2005 | Lotto           | Pasta Ambra            |
| 2005–2006 | Erreà           | Pasta Ambra            |
| 2006–2009 | Erreà           | Gaudianello            |
| 2009      | Erreà           | Radionorba             |
| 2009–2012 | Erreà           | Banca Popolare di Bari |
| 2012–2013 | Erreà           | Khu thời trang         |
| 2013–2015 | Erreà           | SuisseGas              |
| 2015–2016 | Nike            | Balkan Express         |
| 2016–2017 | Umbro           | Betaland               |
| 2017–2018 | Zeus Sport      | Peroni 3.5             |
| 2018–nay  | Kappa           |                        |

## Danh hiệu
- Nhà vô địch: 1934-35, 1941-42, 1945-46 (đồng vô địch Serie A-B miền Nam nước Ý với Napoli), 2008-09
- Á quân: 1930-31, 1933-34 (không thăng hạng), 1957-58, 1962-63, 1988-89, 1993-94
- Thăng hạng khác: 1927-1928, 1968-1969, 1984-1985, 1996-1997

Cup Mitropa: 1
- Vô địch: 1990

## Cầu thủ

### Đội hình hiện tại
Tính đến ngày 1/2/2024
Ghi chú: Quốc kỳ chỉ đội tuyển quốc gia được xác định rõ trong điều lệ tư cách FIFA. Các cầu thủ có thể giữ hơn một quốc tịch ngoài FIFA.
| Số | VT | Quốc gia     | Cầu thủ                         |
| -- | -- | ------------ | ------------------------------- |
| 3  | HV | Burkina Faso | Abdoul Guiebre (mượn từ Modena) |
| 4  | TV | Ý            | Mattia Maita                    |
| 5  | HV | Ý            | Emmanuele Matino                |
| 6  | HV | Ý            | Valerio Di Cesare (đội trưởng)  |
| 7  | TĐ | Pháp         | Jérémy Ménez                    |
| 8  | TV | Libya        | Ahmad Benali                    |
| 9  | TĐ | Ý            | Marco Nasti (mượn từ AC Milan)  |
| 10 | TV | Ý            | Nicola Bellomo                  |
| 11 | TĐ | Maroc        | Ismail Achik                    |
| 14 | TV | Croatia      | Karlo Lulić                     |
| 17 | TV | Ý            | Raffaele Maiello                |
| 18 | TĐ | Ý            | Davide Diaw (mượn từ Monza)     |
| 20 | TĐ | Ý            | Giuseppe Sibilli (mượn từ Pisa) |
| 21 | HV | Slovenia     | Žan Žužek                       |
| 22 | TM | Brasil       | Brenno (mượn từ Grêmio)         |

| Số | VT | Quốc gia     | Cầu thủ                                   |
| -- | -- | ------------ | ----------------------------------------- |
| 23 | HV | Ý            | Francesco Vicari                          |
| 24 | TV | Pháp         | Malcom Edjouma (mượn từ FCSB)             |
| 25 | HV | Ý            | Raffaele Pucino                           |
| 26 | TV | Hy Lạp       | Ilias Koutsoupias (mượn từ Benevento)     |
| 28 | TĐ | Bỉ           | Hemsley Akpa-Chukwu                       |
| 29 | TĐ | Ý            | Francesco Lops                            |
| 31 | HV | Ý            | Giacomo Ricci                             |
| 38 | TM | Ý            | Marco Pissardo                            |
| 44 | TV | Ý            | Gennaro Acampora (mượn từ Benevento)      |
| 47 | TĐ | România      | George Pușcaș (mượn từ Genoa)             |
| 49 | TV | Ý            | Mattia Aramu (mượn từ Genoa)              |
| 77 | TĐ | Ý            | Gregorio Morachioli                       |
| 91 | TĐ | Sierra Leone | Yayah Kallon (on loan from Hellas Verona) |
| 93 | HV | Algérie      | Mehdi Dorval                              |

### Cho mượn
Ghi chú: Quốc kỳ chỉ đội tuyển quốc gia được xác định rõ trong điều lệ tư cách FIFA. Các cầu thủ có thể giữ hơn một quốc tịch ngoài FIFA.
| Số | VT | Quốc gia | Cầu thủ                                          |
| -- | -- | -------- | ------------------------------------------------ |
| —  | HV | Ý        | Daniele Celiento (tại Casertana đến 30/6/2024)   |
| —  | HV | Ý        | Moussa Mané (tại Recanatese đến 30/6/2024)       |
| —  | TV | Ý        | Andrea Astrologo (tại Lucchese đến 30/6/2024)    |
| —  | TV | Ý        | Andrea D'Errico (tại Crotone đến 30/6/2024)      |
| —  | TV | Ý        | Filippo Faggi (tại Virtus Entella đến 30/6/2024) |

| Số | VT | Quốc gia   | Cầu thủ                                        |
| -- | -- | ---------- | ---------------------------------------------- |
| —  | TĐ | Montenegro | Matteo Ahmetaj (tại Recanatese đến 30/6/2024)  |
| —  | TĐ | Ý          | Francesco Scafetta (tại Messina đến 30/6/2024) |
| —  | TĐ | Pháp       | Aurélien Scheidler (tại Andorra đến 30/6/2024) |
| —  | TĐ | Ý          | Simone Simeri (tại Taranto đến 30/6/2024)      |